# Fredrik Skavlan
Fredrik Skavlan (Oslo, 2 september 1966) is een Noorse tv-presentator, journalist en cartoonist. Van 1998 tot 2007 presenteerde hij het succesvolle programma Først & sist, van 2009 tot 2021 het succesvolle programma Skavlan. Voordat hij zijn eigen shows presenteerde, werkte Skavlan als journalist en cartoonist voor verschillende Noorse kranten, waaronder Morgenbladet en Dagbladet.

## Biografie
Al sinds zijn tienertijd illustreerde Skavlan voor verschillende Noorse kranten. Direct na zijn middelbare school begon hij aan zijn carrière en werd hij naast illustrator eveneens journalist. Naast zijn illustraties voor de pers illustreerde Skavlan ook kinder-, kook- en reisboeken, waaronder het jeugdboek Nifse Nella og nattskolen (2008) door Unni Lindell. 
In 1996 werd Skavlan aangesteld om de talkshow Absolutt te presenteren. Voor deze taak kreeg hij in 1997 een luisteraarsprijs, Lytterprisen geheten. Deze prijs, uitgegeven door Riksmålsforbundet, kreeg hij voor zijn "uitstekende taalgebruik op televisie". Skavlan stopte na 133 afleveringen met het programma. Daarna leidde hij onder meer in 2001 de uitzendingen rondom het huwelijk van kroonprins Haakon Magnus van Noorwegen.

### Først & sist
Vanaf september 1998 presenteerde Skavlan Først & sist, een Noorse talkshow die destijds de meest bekeken talkshow van Scandinavië was. Het werd uitgezonden door NRK. Het programma liep in totaal 17 seizoenen, van september 1998 tot april 2007. De laatste twee jaar van de show werd deze ook in Zweden uitgezonden. Onder meer Donald Trump, Melanie C, Nicole Kidman, Paulo Coelho en Will Smith waren er te gast.

### Skavlan
Zijn volgende talkshow was Skavlan, waarin Skavlan zowel in het Noors en Zweeds als in het Engels presenteerde en interviewde. Tussen januari 2009 en december 2021 werden er 23 seizoenen uitgezonden, van 2009 tot 2018 door NRK en van 2018 tot 2021 door TV 2. Het was op vrijdagavond tijdens prime time op televisie. Zowel in Noorwegen als in Zweden trok het programma regelmatig een miljoen kijkers. Er kwamen internationale en uiteenlopende bekendheden langs, waaronder Adele, Bill Gates, Desmond Tutu, Greta Thunberg, Kofi Annan, Robbie Williams en Taylor Swift. Skavlan werd een van Europa's grootste en langstlopende talkshows ooit.

## Persoonlijk leven
Skavlan is de broer van producer en scenarioschrijver Petter Skavlan en arts Jørgen Skavlan. Daarnaast is hij de oom van actrice, ontwerpster en presentatrice Jenny Skavlan.
Sinds 2006 woont Skavlan samen met de Zweeds-Noorse actrice Maria Bonnevie, met wie hij drie kinderen heeft. Uit een vorig huwelijk heeft Skavlan nog eens drie kinderen.